# Лучка (Рожњава)
Лучка (слч. Lúčka) насељено је мјесто са административним статусом сеоске општине (слч. obec) у округу Рожњава, у Кошичком крају, Словачка Република.

## Становништво
| Година:    | 1994. | 2004.    | 2014.    | 2024.   |
| ---------- | ----- | -------- | -------- | ------- |
| Број људи: | 236   | 211      | 183      | 175     |
| Разлика:   |       | -10,59 % | -13,27 % | -4,37 % |

| Година:    | 2023. | 2024.   |
| ---------- | ----- | ------- |
| Број људи: | 172   | 175     |
| Разлика:   |       | +1,74 % |

Према подацима о броју становника из 2011. године насеље је имало 193 становника.